# Gourbesville
Gourbesville é uma ex-comuna francesa na região administrativa da Normandia, no departamento Mancha. Estendeu-se por uma área de 8 km². Em 2010 a comuna tinha 173 habitantes (densidade: 21,6 hab./km²).
Em 1 de janeiro de 2016 foi fundida na comuna de Picauville.